# Meliboeus violaecolor
Meliboeus violaecolor es una especie de escarabajo del género Meliboeus, familia Buprestidae. Fue descrita científicamente por Obenberger, 1932.